# Paracaídas

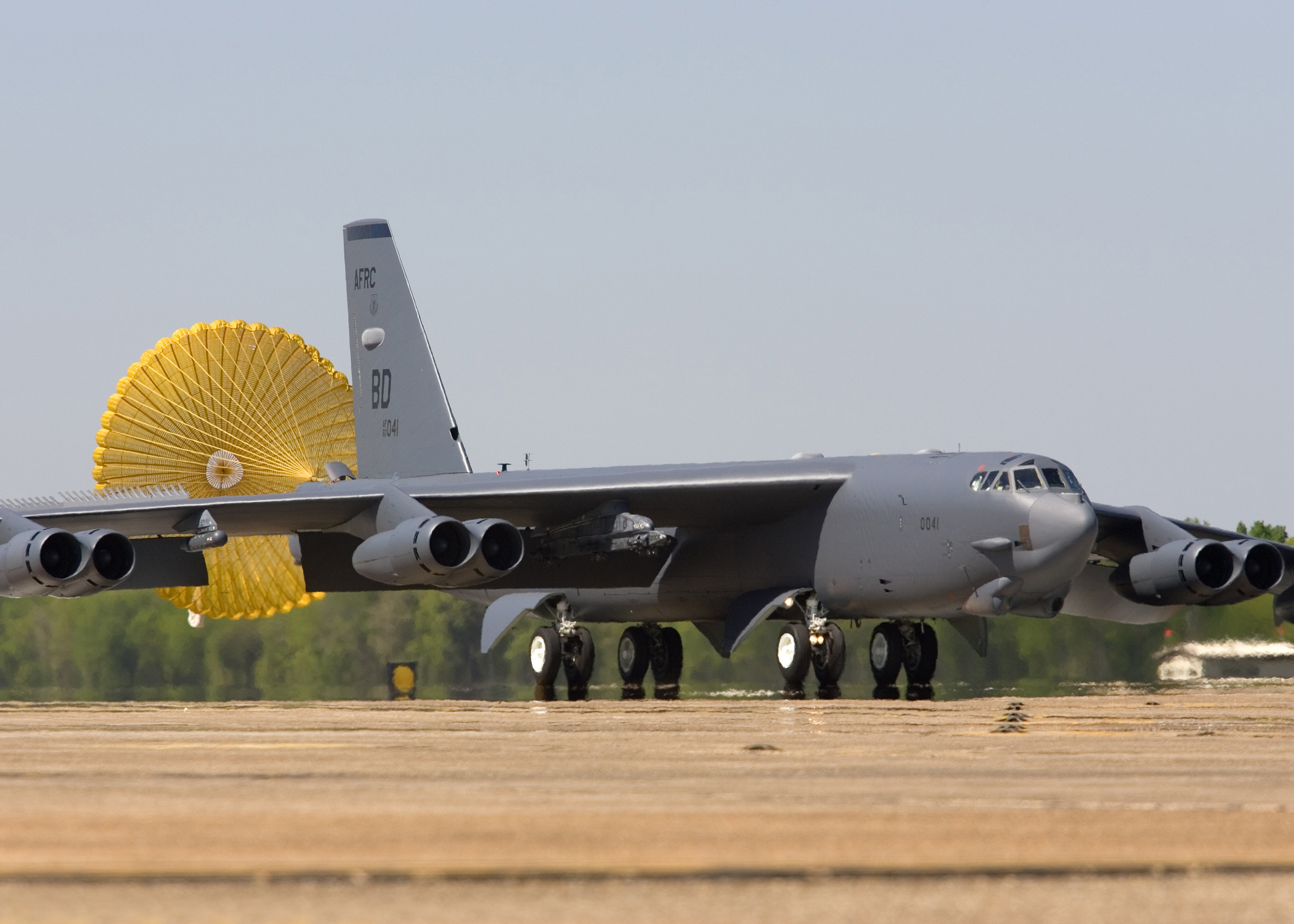
Un B-52 extendiendo sus paracaídas de frenado.

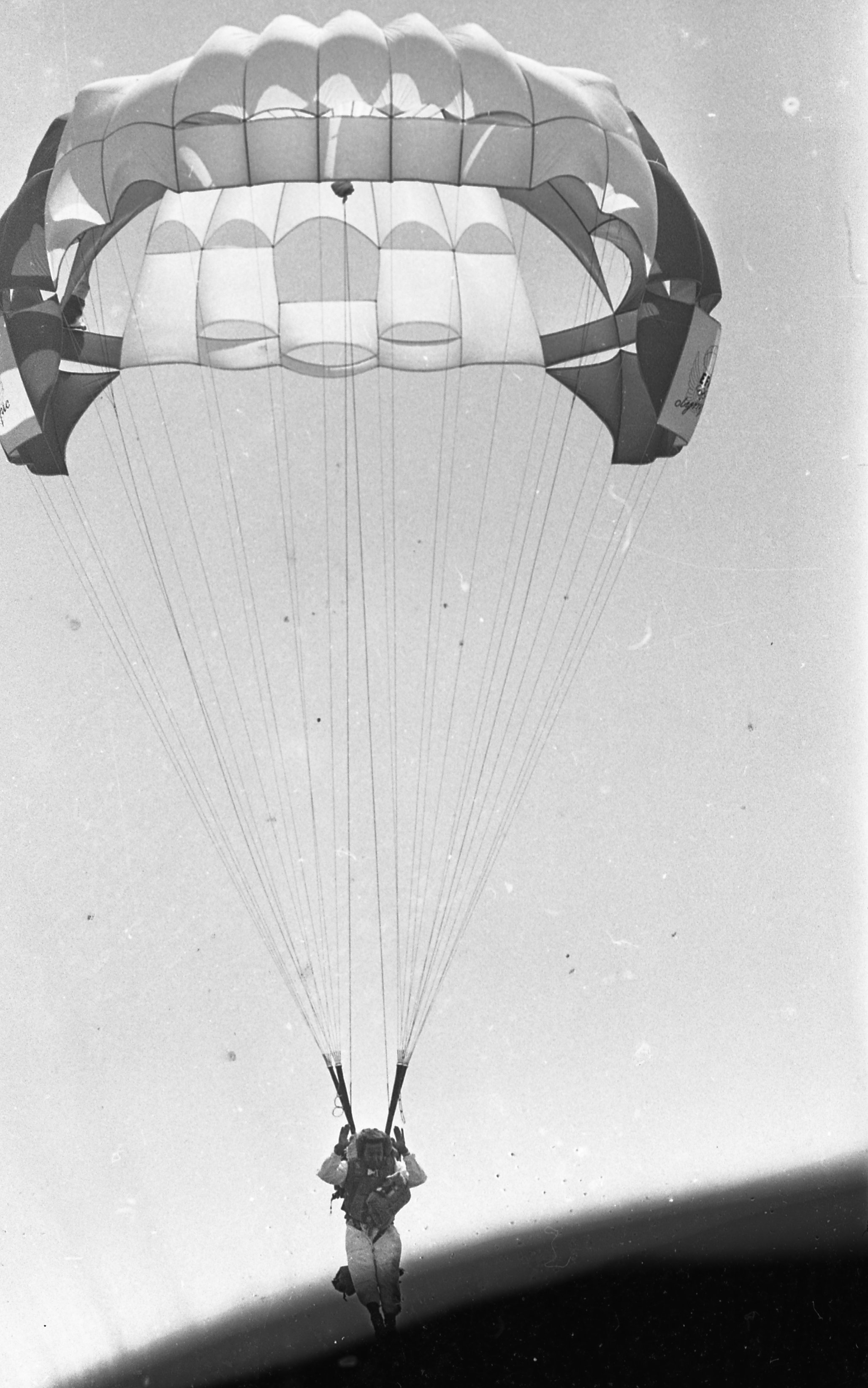
Paracaídas, Israel 1969

El paracaídas es, como su nombre indica, un artefacto diseñado para frenar las «caídas» de seres vivos o inertes mediante la resistencia generada por él mismo al atravesar una capa de uno o más gases, como el aire de la atmósfera, logrando una velocidad de caída segura y prácticamente constante.
Existe también otro tipo de paracaídas, llamado paracaídas de frenado, destinado a crear una desaceleración al cuerpo al que están sujetos. Se utiliza mayoritariamente en algunas aeronaves que poseen una velocidad de aterrizaje muy elevada, en donde la pista no ofrece la suficiente superficie para que el vehículo se detenga de manera convencional. También es utilizado en ciertos artefactos experimentales o en autos de carrera tipo dragsters.

## Introducción
El término «paracaídas» está casi siempre asociado a la seguridad aeronáutica y por ende su uso casi exclusivo en la actualidad es para los elementos de supervivencia que desaceleran las posibles caídas de personas y objetos desde aviones, globos aerostáticos u otros objetos que se puedan ubicar a cierta altura peligrosa respecto al suelo.
El paracaídas redondo es el más conocido (fue el más usado durante el siglo XX) fue inventado en el siglo XIX como método salvavidas para quienes ascendían en aerostatos de aire calentado; se trata de un velamen grande con forma de paraguas utilizado para reducir la velocidad de una persona o un objeto que cae por el aire, y que se transporta en los aviones como dispositivo de emergencia, inicialmente se fabricaba con seda. El invento del paracaídas suele ser atribuido a los chinos antiguos como una variación de una gran cometa (barrilete o volantín o pandorga) capaz de sostener importantes pesos; los paracaídas de nilón fueron inventados por los aliados a mediados de la Segunda Guerra Mundial cuando las principales zonas productoras de seda estaban en poder del Japón.

Los paracaídas triangulares o en forma de delta se inventaron a mediados de los años 1950 como paracaídas direccionables (su evolución dio lugar al aladeltismo), más concretamente los paracaídas triangulares o delta se plantearon para intentar un aterrizaje (no un amerizaje) sobre pista de las cápsulas espaciales del programa Gemini estadounidense a mediados de los años 1960. Los actualmente difundidos paracaídas rectangulares que poseen bastante direccionabilidad y capacidad de planeo fueron inventados en el contexto de la Guerra Fría para permitir operaciones sorpresivas de las fuerzas comando.

Algunos paracaídas tienen un pequeño pedazo de tela en el centro que se mantiene cerrado pero que se expande cuando se abre el paracaídas, de forma que minimiza el tirón inicial de la desaceleración. 

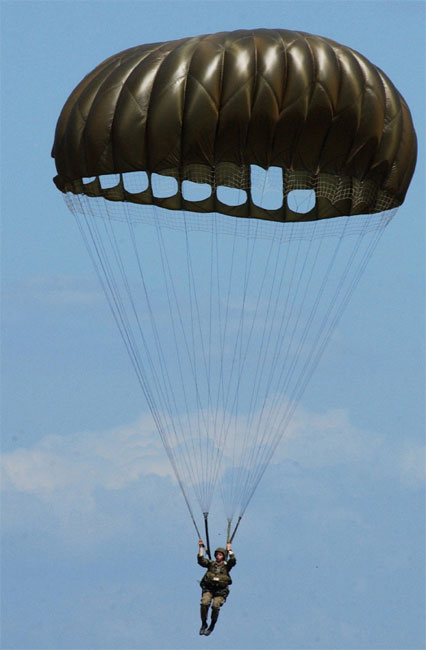
Paracaídas

Las cuerdas del paracaídas están cosidas a las costuras de los paneles, pasando sobre la parte superior del mismo.. El paracaidista está equipado con un arnés de estructura resistente que pasa sobre los hombros, alrededor del cuerpo y entre las piernas; a su vez, este arnés está unido al paracaídas. El paracaídas se dobla de forma compacta en una bolsa de tela que a su vez se aloja dentro del contenedor. El paquete está diseñado de forma que se abra rápida y ordenadamente. Las cuerdas son ordenadas y sujetadas mayormente con bandas elásticas. Los sistemas de apertura pueden ser a través de una cuerda de cierre denominada cordón de apertura. El paracaídas está equipado con otro de menor tamaño que sale despedido del paquete al tirar del cordón de apertura y que arrastra al paracaídas principal; en los sistemas deportivos este va ubicado debajo del contenedor y es lanzado directamente para producir la apertura.
Un paracaidista se lanza o se deja caer desde una aeronave y puede abrir su paracaídas tras un intervalo de 3 segundos. Esto permite al paracaidista separarse lo suficientemente lejos como para asegurarse de que el avión no estorbe la apertura del paracaídas. En el caso de los paracaídas redondos, una vez abierto la persona desciende a una velocidad de unos 5,2 m/s, y llega al suelo con un impulso menor que si hubiera saltado desde una altura de 3 metros.

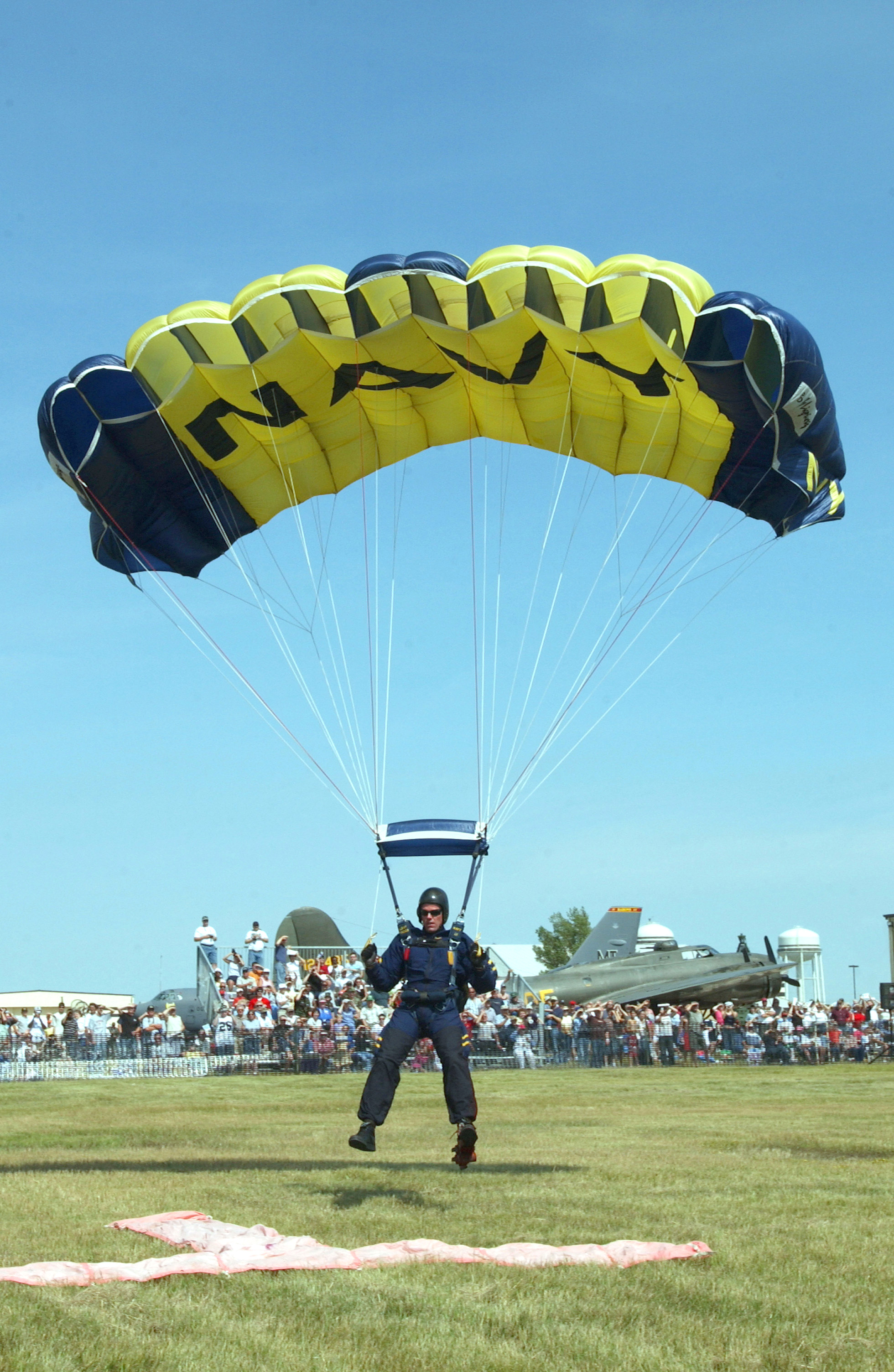
Paracaídas deportivo.

El diseño de los paracaídas ha ido mejorando con el paso del tiempo; existen diseños especiales que controlan la velocidad de descenso, el efecto del viento y mantienen la estabilidad según el peso y la forma del objeto que transportan. Otros paracaídas especiales se utilizan para desacelerar naves espaciales, cohetes experimentales, aviones y coches deportivos. 
Los paracaídas deportivos modernos tienen forma rectangular o elíptica y constan de dos capas de tela, una superior (extrado) y otra inferior (intrado) unidas por segmentos verticales de tela que separan el ala en celdas. La mayoría de los paracaídas modernos son de 9 o 7 celdas. Una variedad de alto rendimiento son los llamados cross braced, donde cada celda es subdividida. Por el lado frontal (borde de ataque) existen bocas que permiten al paracaídas llenarse de aire y ponerse rígidas formando el ala en sí. Por su parte posterior (borde de fuga) están cerradas para impedir la salida del aire y mantenerse presurizadas. Son elaborados en varios tipos de tela que pueden ser combinadas. Las más usadas son el tipo F-111 o porosa o tipo ZP o cero porosidad. Los conductores son las cuerdas o líneas que el paracaidista sujeta con la mano y jala cambiando el ángulo posterior izquierdo o derecho del paracaídas; jalando los dos al mismo tiempo el paracaídas frena su velocidad horizontal y vertical por breves momentos antes de entrar en pérdida o "stall". En los paracaídas de alto rendimiento el tirar los dos conductores al mismo tiempo cuando el paracaídas avanza a máxima velocidad puede producir incluso el ascenso del ala y el paracaidista. Los principios de los paracaídas de salto B.A.S.E. y tandem son los mismos pero con las variantes necesarias
El parapente es una variante que a diferencia del paracaídas deportivo moderno es más ancho y tiene un perfil mucho más aerodinámico, lo que le permite despegar de una ladera a pie, volar y remontarse en el aire por períodos prolongados así como alcanzar grandes distancias en determinadas condiciones climáticas. Un piloto experto puede desplazarse más de 200 km sin tocar el suelo en pocas horas.

## Historia del elemento
El primer intento conocido de lanzarse en paracaídas tuvo lugar en Córdoba, España, en el año 852, con éxito parcial, pues Abbás Ibn Firnás (عباس بن فرناس), el hombre que saltó, sufrió algunas heridas al caer. El uso del paracaídas también fue sugerido por Leonardo da Vinci y poco después por el humanista e ingeniero Fausto Verancio, autor del más antiguo precedente conocido de un paracaídas, representado como «homo volans» en la estampa 38 de su obra de ingenios «Machinae Novae», publicada hacia 1616. A lo largo de la historia ha habido otros muchos intentos fallidos. El primer paracaídas práctico fue inventado en 1783 por Louis-Sébastien Lenormand. El aeronauta francés Jean Pierre Blanchard dejó caer un perro equipado con un paracaídas desde un globo en 1785, y en 1793 aseguró haber realizado el primer descenso humano con éxito utilizando un paracaídas. André Jacques Garnerin también francés el 22 de octubre de 1797, logró indiscutiblemente ser el primer humano que protagonizó saltos en paracaídas (atestiguados) desde su globo de hidrógeno a 350 m de altitud en París. En adelante, los paracaídas se convirtieron en un elemento habitual del equipamiento de los pasajeros de los globos aerostáticos. Al principio de la I Guerra Mundial se utilizaron con cierto éxito, pero fueron sacados de primera línea por resultar, según las altas autoridades militares, poco varoniles y una opción rápida de salvación antes de intentar salvar el propio aparato. Štefan Banič había donado su patente al Ejército de los Estados Unidos de América, era un tipo de paracaídas similar a un paraguas que como eje central tenía el cuerpo del paracaidista. 

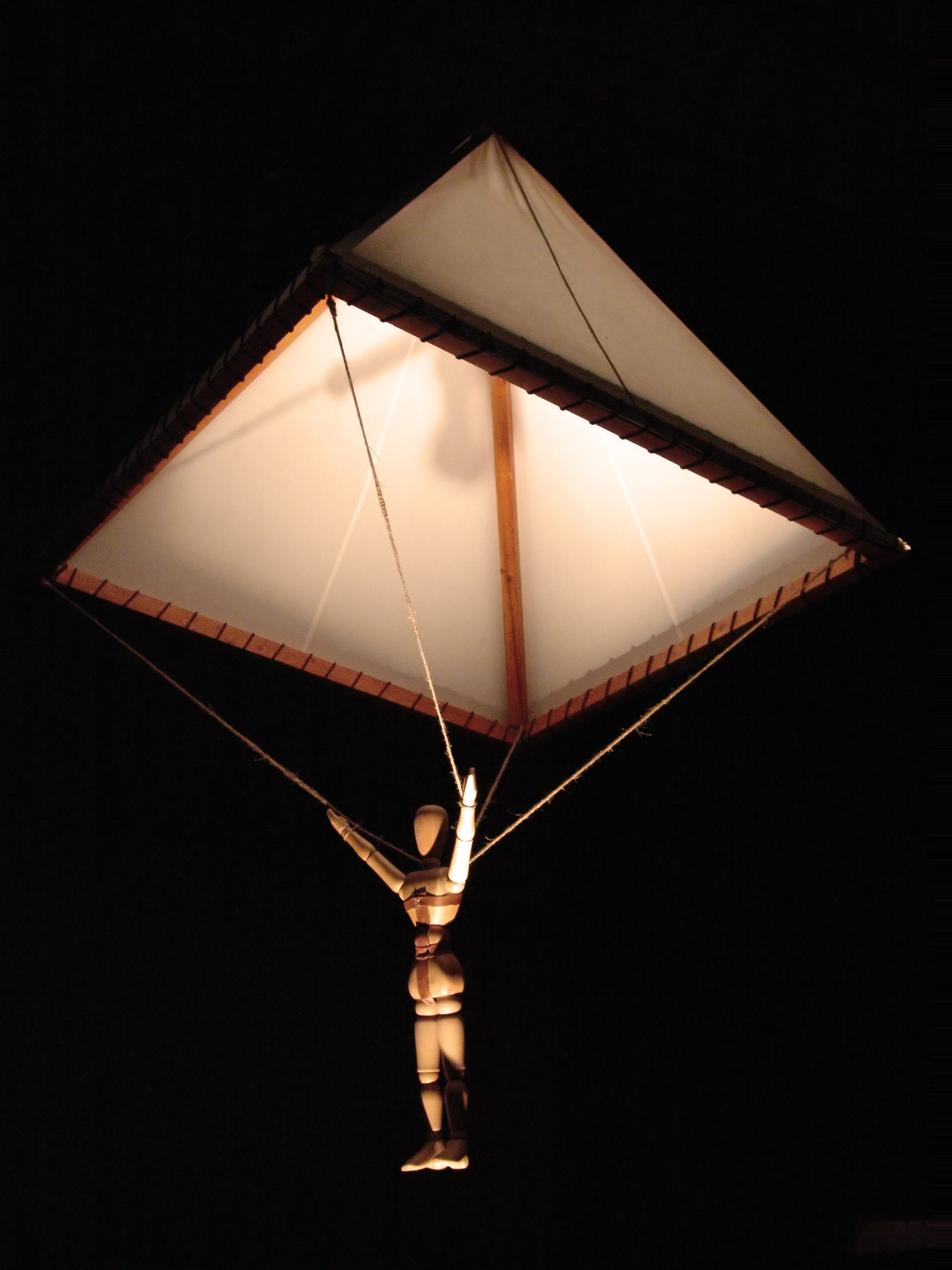
Modelo de paracaídas basado en el diseño de Leonardo da Vinci

Durante la II Guerra Mundial, los ejércitos generalizaron el uso de los paracaídas mediante cuerpos especiales, que eran lanzados en zonas situadas detrás de las líneas del enemigo desde aviones de transporte. A menudo la altura de vuelo era pequeña y los paracaídas estaban diseñados de forma que se abrieran automáticamente al saltar mediante grandes cintas unidas al avión de transporte. En las guerras posteriores, los paracaídas se han utilizado para dejar caer equipamiento pesado, como carros de combate, camiones y cañones. La tela de un paracaídas de equipamiento pesado puede llegar a medir hasta 30 m de diámetro. En la década de 1970 el paracaidismo deportivo se hizo muy popular gracias a un sistema de liberación rápida del paracaídas principal y apertura del reserva basado en el "3 rings (Sistema de Triple anillo)" diseñado por el ingeniero Bill Booth  que permitía a cualquier persona realizar el deporte fácilmente.

## Componentes de un paracaídas personal
- Contenedor: es donde se hallan el/los paracaídas.
- Arnés: es el conjunto que sujeta al piloto, desde donde surgen las bandas que sujetan los contenedores a la persona.
- Campana principal: en los sistemas piggy-bag el paracaídas principal va alojado en la parte inferior del contenedor y va unido al arnés por el sistema de liberación de tres anillas, situado sobre los hombros.
- Campana de reserva: en los sistemas piggy-bag el paracaídas de reserva se encuentra en la parte superior del contenedor y está unido al arnés.
- Dispositivo de apertura:
  - Anilla de apertura: es un cilíndrico plástico o una bola, generalmente situado en la parte superior del pilotillo extractor. Esta anilla se encuentra al final del contenedor, en un bolsillo, a la derecha. La extracción de la bola, extrae el pilotillo extractor del paracaídas.
  - Pilotillo extractor: situado en el bolsillo en la parte inferior del contenedor. Al lanzar la anilla, extrae este pilotillo, que con el aire provoca la apertura del contenedor del paracaídas principal.
- Dispositivo de liberación: permite separar al paracaidista de su campana principal en caso de emergencia y se encuentra en la parte frontal derecha del arnés.
- Dispositivo de apertura de reserva: normalmente situada en la parte frontal izquierda del arnés. Permite la salida del paracaídas de reserva cuando se tira de ella.
- Sistema automático de apertura: este sistema opcional se activa a una velocidad determinada respecto a la altura pre-configurada y permite la apertura automática del paracaídas de reserva.
- RSL: es una cinta que conecta la campana principal con el cable de apertura de contenedor del reserva, por lo tanto permite que al efectuar la liberación del paracaídas principal automáticamente este se extraiga la campana de reserva.
- Los mandos: permiten el manejo del paracaídas una vez abierto.

## Seguridad

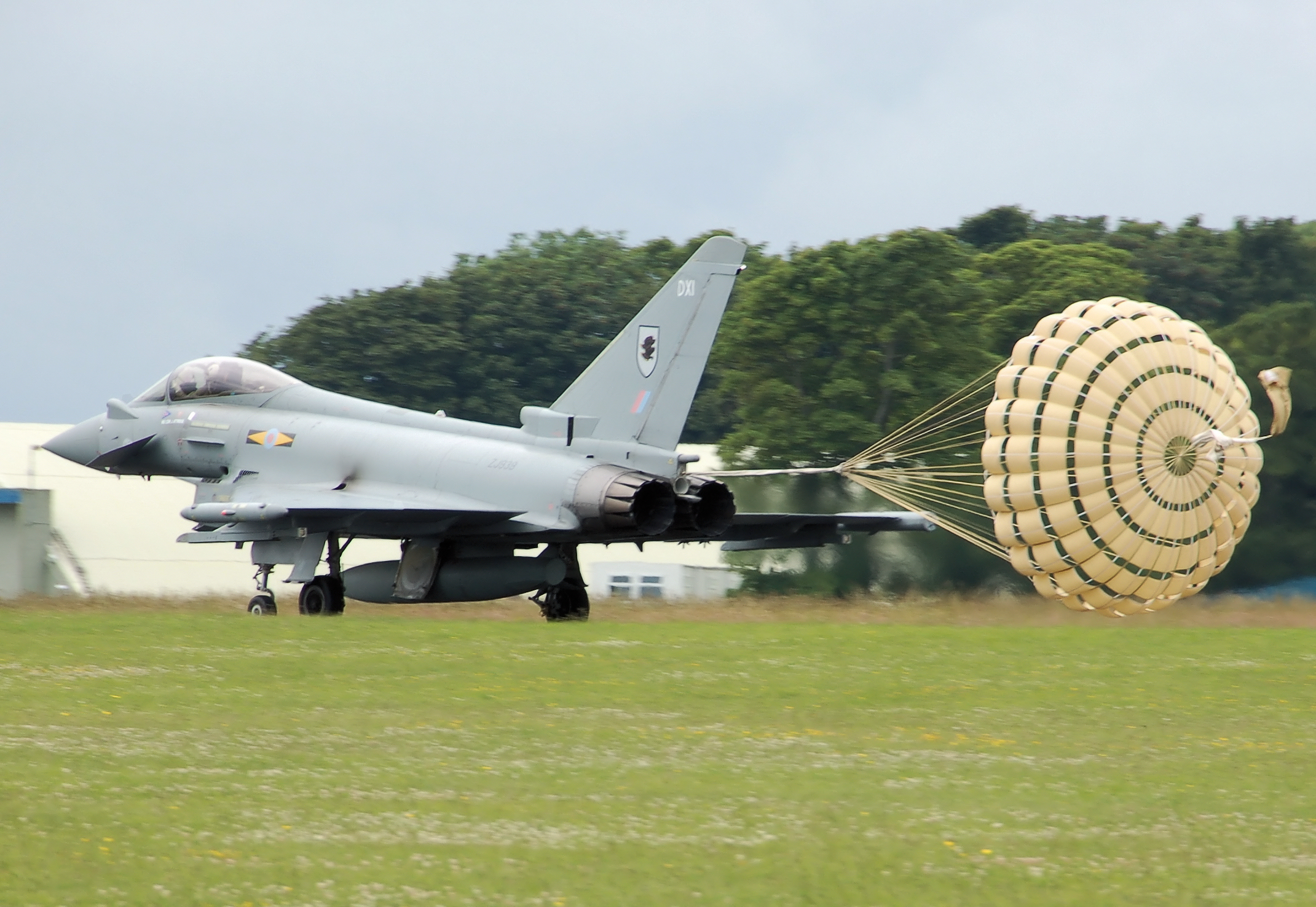
RAF Typhoon utilizando un paracaídas de frenado para frenar tras el aterrizaje.

Un paracaídas se pliega o «empaqueta» cuidadosamente para garantizar que se abrirá de forma fiable. Si un paracaídas no se pliega correctamente, puede producirse un fallo de funcionamiento en el que el paracaídas principal no se despliegue correcta o totalmente. En Estados Unidos y en muchos países desarrollados, los paracaídas de emergencia y de reserva son empaquetados por «riggers» que deben estar formados y certificados de acuerdo con las normas legales. Los paracaidistas deportivos siempre reciben formación para empaquetar sus propios paracaídas principales.
Las cifras exactas son difíciles de estimar porque el diseño del paracaídas, el mantenimiento, la carga, la técnica de embalaje y la experiencia del operador tienen un impacto significativo en las tasas de mal funcionamiento. Aproximadamente una de cada mil aperturas de paracaídas principal deportivo funciona mal, requiriendo el uso del paracaídas de reserva, aunque algunos paracaidistas tienen muchos miles de saltos y nunca han necesitado utilizar su paracaídas de reserva.
Los paracaídas de reserva se empaquetan y despliegan de forma algo diferente. También se diseñan de forma más conservadora, favoreciendo la fiabilidad sobre la capacidad de respuesta, y se construyen y prueban según normas más exigentes, lo que los hace más fiables que los paracaídas principales. Los intervalos de inspección regulados, junto con un uso significativamente menor, contribuyen a la fiabilidad, ya que el desgaste de algunos componentes puede afectar negativamente a la fiabilidad. La ventaja de seguridad de un paracaídas de reserva proviene de la pequeña probabilidad de que una avería principal se multiplique por la aún menor probabilidad de una avería de reserva. Esto da lugar a una probabilidad aún menor de una avería doble, aunque también existe una pequeña posibilidad de que un paracaídas principal que funcione mal no pueda soltarse y, por tanto, interfiera con el paracaídas de reserva. En Estados Unidos, la tasa media de víctimas mortales de 2017 se registra en 1 de cada 133.571 saltos.
Las lesiones y muertes en el paracaidismo deportivo son posibles incluso con un paracaídas principal totalmente funcional, como puede ocurrir si el paracaidista comete un error de juicio mientras vuela la campana que resulta en un impacto a alta velocidad, ya sea con el suelo o con un peligro en el suelo, que de otro modo podría haberse evitado, o resulta en colisión con otro paracaidista bajo la campana.

## Marcas

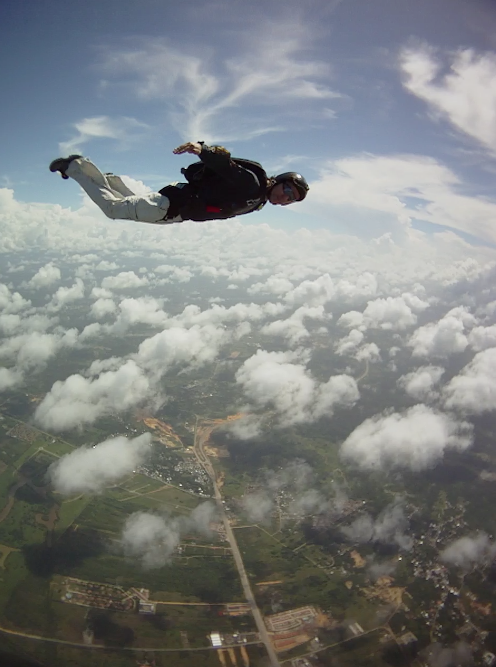
Un saltador en caída libre en Venezuela con su paracaídas a la espalda

El 16 de agosto de 1960, Joseph Kittinger, en el Salto de prueba Excelsior III, estableció la marca mundial mundial anterior para el salto en paracaídas más alto. Saltó de un globo a una altitud de 31 333 m (que también fue un récord de altitud de globo pilotado en ese momento). Un pequeño conducto estabilizador se desplegó con éxito y Kittinger cayó durante 4 minutos y 36 segundos. también estableció una marca mundial para la caída libre en paracaídas más largo, si se cuenta como caída libre la caída con un paracaídas estabilizador. A una altitud de 5 300 m, Kittinger abrió su paracaídas principal y aterrizó a salvo en el desierto de Nuevo México. Todo el descenso tomó 13 minutos y 45 segundos. Durante el descenso, Kittinger experimentó temperaturas tan bajas como −70 °C. En la etapa de caída libre, alcanzó una velocidad máxima de 988 km/h o 274 m/s, o Mach 0,8.
Según Guinness World Records, Evgeny Andreev, un coronel de la Fuerza Aérea Soviética, ostentaba el récord oficial de la FAI por el salto en paracaídas de caída libre más largo (sin paracaídas de frenado) después de caer de 24 500 m desde una altitud de 25 457 m cerca de la ciudad de Sarátov, Rusia el 1 de noviembre de 1962, hasta que Felix Baumgartner lo rompió en 2012.
Felix Baumgartner rompió la plusmarca de Joseph Kittinger el 14 de octubre de 2012, con un salto desde una altitud de 38 969,3 m y alcanzando velocidades de hasta 1 342 km/h o 72,8 m/s, o casi Mach 1,1.  Kittinger fue asesor del salto de Baumgartner.
Alan Eustace hizo un salto desde la estratosfera el 24 de octubre de 2014, desde una altura de 41 419 m. Sin embargo, debido a que el salto de Eustace involucró un paracaídas de frenado mientras que el de Baumgartner no lo hizo, sus marcas de velocidad vertical y distancia de caída libre permanecen en diferentes categorías de récords.

## Usos
Además del uso de un paracaídas para desacelerar el descenso de una persona u objeto, un paracaídas de frenado se usa para ayudar a la desaceleración horizontal de un vehículo terrestre o aéreo, incluidos aviones de ala fija y drag racers, proporcionan estabilidad, como para ayudar a ciertos tipos de aviones ligeros en peligro, caída libre en tándem; y como piloto que activa el despliegue de un paracaídas más grande.